# Veronika Martxenko
Veronika Martxenko (Moscou, 1969) és una activista russa. El 2008 era cap de l'ONG Fundació Dret de les Mares, que va crear quan era estudiant el 1988.
La Fundació Dret de les Mares treballa per exposar les condicions infrahumanes que provoquen la mort de membres de les forces armades en períodes de pau, així com per ajudar les famílies dels morts a rebre compensacions i per castigar aquells culpables de les morts. També pressiona per acabar amb les patents i l'assetjament. L'ONG rep fons majoritàriament de subvencions estrangeres.
Martxenko també ha treballat per la revista Yunost. El 1986 va aparèixer al programa "Dotzena planta", emès per la Televisió Soviètica Central i va ser en el Moviment Internacional Juvenil "Propera Parada Soviètica" (1987-1990). El novembre de 1998 va rebre el premi al Reconeixement Públic i el desembre de 2002 va ser guardonada per l'Institut de la Societat Oberta amb el premi al Treball Desinteressat. També va rebre el Premi Internacional Dona Coratge el 2009.